# Bentley Niquet-Olden
Bentley Niquet-Olden (9 november 1998) is een Australisch wielrenner.

## Carrière
In 2019 werd Niquet-Olden zevende in het eindklassement van de Ronde van Selangor. In het jongerenklassement bleef enkel Nur Aiman Zariff hem voor.
In 2024 behaalde Niquet-Olden zijn eerste profzege toen hij in de derde etappe van de Ronde van Taiwan de beste was vanuit de vroege vlucht.

## Overwinningen
2024
3e etappe Ronde van Taiwan

## Ploegen
- 2020 –  Nero Continental
- 2023 –  CCACHE x Par Küp
- 2024 –  CCACHE x Par Küp